# Empires centraux

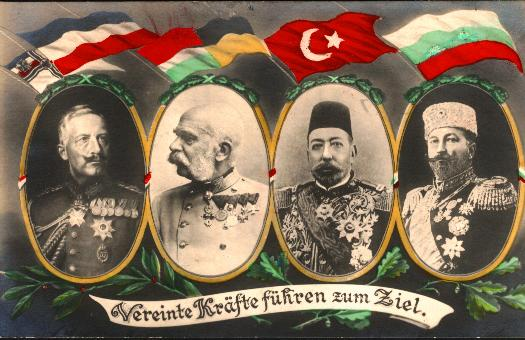
Les dirigeants des empires centraux : Guillaume II (empereur allemand), François-Joseph Ier d'Autriche, Mehmed V et Ferdinand Ier (roi des Bulgares).

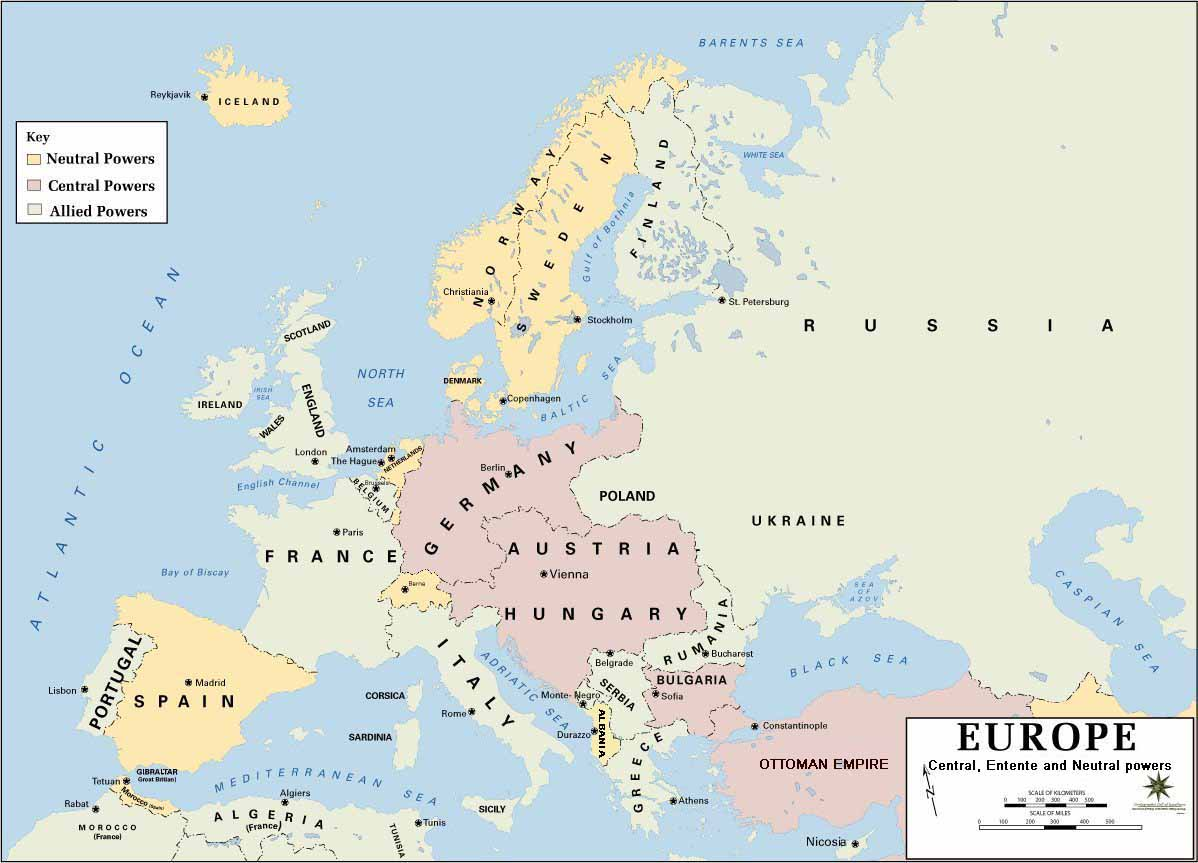
Alliances militaires en Europe de 1915 à début 1917. Les empires centraux sont en rose, les Alliés en gris et les pays neutres en jaune clair.

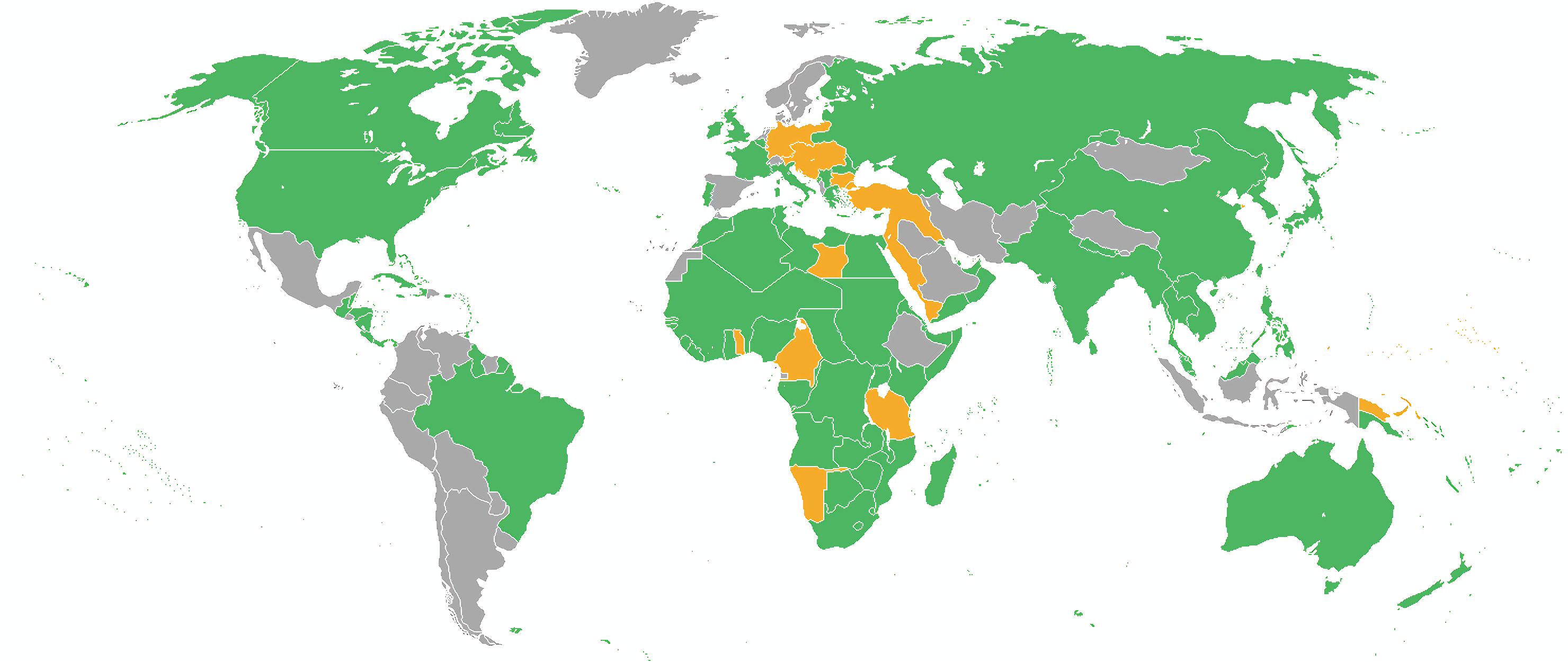
La carte du monde avec les participants à la Première Guerre mondiale. Les Alliés et leurs colonies sont en vert, les empires centraux et leurs colonies en orange et les pays neutres en gris.

Diagramme circulaire indiquant la proportion de militaires morts selon le pays d’appartenance, au sein de la coalition des empires centraux. Ces proportions sont à appliquer à un total d'environ 4 millions pour cette coalition. Les informations les plus récentes corrigent légèrement ces proportions :
- Allemagne : 50,6 % ;
- Autriche-Hongrie : 27,3 % ;
- Empire ottoman : 19,9 % ;
- Bulgarie : 2,2 %.

Les empires centraux (en anglais : Central Powers ; en italien : Imperi centrali ; en allemand : Mittelmächte ; en russe : Центральные силы, Tsentralnye sily ; en hongrois : Központi hatalmak ; en turc : İttifak Devletleri ou Bağlaşma Devletleri ; en bulgare : Централни сили, Tsentralni sili) est le nom de la coalition constituée de l'Empire allemand, de l'Autriche-Hongrie, de l'Empire ottoman et du royaume de Bulgarie et opposée aux Alliés pendant la Première Guerre mondiale.
Le terme « empires centraux » vient de la position géographique de l'Allemagne et de l'Autriche en Europe — les deux éléments de la coalition présents dès le début de la guerre — situés entre l'Empire russe à l'est, la France et le Royaume-Uni à l'ouest. Le terme est resté faute de nom officiel à la coalition formée par le Reich, la double monarchie, l'Empire ottoman et la Bulgarie. Cependant, dès les années 1930, les historiens, non satisfaits par l'expression « empires centraux », notamment Pierre Renouvin, lui préfèrent le terme de Quadruplice, prenant en compte la configuration de l'alliance formée autour de l'Empire allemand à partir de l'intervention bulgare dans le conflit, à l'automne 1915.

## Histoire
L'Allemagne et l'Autriche-Hongrie s'allient le 7 octobre 1879. Ils sont rejoints le 20 mai 1882 par le royaume d'Italie et forment alors la Triplice, qui se propose d'établir une alliance de nature seulement défensive. Lorsque la Première Guerre mondiale éclate, l'Allemagne et l'Autriche-Hongrie sollicitent le royaume d'Italie pour qu'il participe aux combats, ce qu'il refuse, car les deux autres pays ont attaqué le royaume de Serbie, brisant ainsi le pacte initial de nature défensive. L'Italie entra en guerre le 23 mai 1915 en déclarant la guerre à l'Autriche-Hongrie. De plus l'Italie n'a rien à gagner à combattre aux côtés de l'Allemagne et de l'Autriche-Hongrie, tandis qu'elle peut espérer des gains territoriaux sur l'Autriche-Hongrie en rejoignant le camp des Alliés.
Après le début de la guerre en Europe, en août 1914, l'Empire ottoman s'engage en octobre 1914 de la même année en attaquant la Russie, ce qui conduit la Triple-Entente à lui déclarer la guerre.
Le royaume de Bulgarie, vindicatif après avoir été battu lors de la deuxième guerre balkanique en juillet 1913, par une coalition entre le royaume de Serbie, le royaume de Grèce, le royaume de Roumanie et l'Empire ottoman, est le dernier à entrer en guerre aux côtés du Reich et de ses alliés. En coordination avec l'armée impériale allemande et l'armée commune, renforcée par des unités ottomanes, l'armée bulgare envahit la Serbie selon les plans élaborés par les stratèges austro-hongrois en octobre 1915.
D'autres forces apportent leur soutien aux empires centraux pour diverses raisons. En 1917 et 1918, les Finlandais sous la conduite de Mannerheim, les Ukrainiens et les nationalistes lituaniens combattent les Russes pour une cause commune. L'Empire ottoman a aussi des alliés en Azerbaïdjan et au Caucase : les trois pays combattent côte à côte dans l'Armée de l'Islam lors de la bataille de Bakou.
La Bulgarie signe un armistice avec les Alliés le 29 septembre 1918, à la suite d'une percée majeure de ceux-ci en Macédoine. L'Empire ottoman fait de même le 30 octobre 1918 après les avancées des Britanniques et des Arabes en Palestine et en Syrie. L'Autriche et la Hongrie concluent un cessez-le-feu séparément pendant la première semaine de novembre 1918 en raison de la dislocation de l'empire des Habsbourg. L'Allemagne signe un armistice le matin du 11 novembre 1918, ce qui signifie la fin de la guerre, après une série d'avancées des armées canadienne, belge, britannique, française et américaine dans le Nord-Est de la France et en Belgique.

## Membres
Les empires centraux sont composés de 4 membres principaux: l'Allemagne, l'Autriche-Hongrie, l'empire ottoman et la Bulgarie ainsi que leurs colonies et leurs états clients.

### Cobelligérants
La république sud-africaine est un état boer s'opposant à l'union sud-africaine fondé par Manie Maritz. Elle est soutenue par l'Allemagne durant la rébellion Maritz mais les boers sont écrasés par les britanniques en 1915.
En 1915, le sultanat du Darfour renonce à son allégeance au gouvernement soudanais et s’allie avec les Ottomans. Avant cela, le sultanat du Darfour était un allié britannique. L’expédition anglo-égyptienne du Darfour (en) agit de manière préventive en mars 1916 pour empêcher une attaque contre le Soudan et les britanniques prennent le contrôle du sultanat en novembre 1916.
L’ordre Senussi était une tariqa politico-religieuse musulmane et un clan en Libye, auparavant sous contrôle ottoman, qui a été envahi par l’Italie en 1912. L'ordre, aidé de l'empire ottoman, tente de récupérer les territoires libyens durant la campagne Senussi.
Le mouvement somalien derviche (en) combat l’Empire britannique, l’Empire éthiopien et l’Italie à partir de 1896. Pendant la Première Guerre mondiale, le mouvement derviche reçoit de nombreux approvisionnements de l’Empire allemand et de l’Empire ottoman pour continuer à combattre les Alliés. Cependant, le pillage d’autres tribus somaliennes lors du raid de Korahe a finalement conduit à son effondrement en 1920.
L'imamat d'Oman se soulève en 1913 contre le sultanat Mascate et Oman, un protectorat britannique. De 1915 à 1918, les allemands soutiennent l'imamat et envoient des agents sur place.
Les Zayanes combattent la France durant la Guerre des Zayans. Les puissances centrales soutiennent les peuples marocains contre les français.
Les nationalistes irlandais se rebellent du 24 au 30 avril 1916. Ils attaquent Dublin et les comtés de Meath, Galway, Louth, Wexford et de Cork. Après 6 jours de combats, les insurgés se rendent et 16 sont exécutés.
La Confédération des tribus turciques (en) est une organisation de rebelles kazakhs et kirghizes. De juillet 1916 à février 1917, les peuples d'Asie centrale se révolte contre l'Empire Russe et le khanat de Boukhara.  Des officiers ottomans et quelques volontaires austro-allemand sont envoyés pour soutenir les rebelles.